# Joss Ackland
Sidney Edmond Jocelyn Ackland, conocido como Joss Ackland (Londres, 29 de febrero de 1928-Clovelly, Devon, Inglaterra; 19 de noviembre de 2023) fue un actor inglés.

## Carrera
Ackland apareció en más de 130 títulos de cine y televisión entre finales de la década de 1940 y mediados de la década de 2010. Fue nominado a un Premio BAFTA en la categoría de mejor actor de reparto por interpretar el papel de Jock Delves Broughton en la película White Mischief (1987).
Hizo su debut en el cine en la película de 1949 Landfall. Su última aparición en la gran pantalla se presentó en 2014 en la película biográfica Katherine of Alexandria, donde compartió reparto con el actor Peter O'Toole. Otros de sus créditos en cine incluyen películas como Hitler: The Last Ten Days (1973), To Kill a Priest (1988), Lethal Weapon 2 (1989), La caza del Octubre Rojo (1990) y Citizen X (1995).

## Filmografía seleccionada

### Cine y televisión
| - Landfall (1949) como O'Neil - Seven Days to Noon (1950) - Ghost Ship (1952) como Ron - Destination Downing Street (1957) (TV) como Immelmann - A Midsummer Night's Dream (1959) - In Search of the Castaways (1962) - The Indian Tales of Rudyard Kipling (1963) (TV) como William Stevens - David Copperfield (1966) (TV) como Peggotty - Rasputin: the Mad Monk (1966) - Lord Raingo (1966) (TV) como Tom Hogarth - On the March to the Sea (1966) (TV) - Room 13 (1966) (TV) como Herr Scavenius - The Further Adventures of the Three Musketeers (1967) (TV) como d'Artagnan - The Troubleshooters (1966) (TV) - Mystery and Imagination (1966) (TV) - A Place of One's Own (1968) (TV) - Z-Cars (1967) (TV) (1967–1968) - The Avengers (1969) (TV series) como Brig. Hansing - The Gold Robbers (1969) (TV) como Derek Hartford - Before the Party (1969) (TV) como Harold Bannon - Crescendo (1969) como Carter - The House That Dripped Blood (1970) como Neville Rogers - The Three Sisters (1970) como Chebutykin - Mr. Forbush and the Penguins (1972) - Thirty-Minute Theatre (1971) (TV) - Villain (1971) como Edgar Lewis - The Persuaders! (1972) (TV) como Felix Meadowes - Shirley's World (1972) (TV) como el Inspector Vaughan - The Happiness Cage (1972) como el Dr. Frederick - Six Faces (1972) (TV series) como Harry Mellor - Six Faces: True Life (1972) (TV) - Six Faces: Gallery of Faces (1972) (TV) - Penny Gold (1973) - The Rivals of Sherlock Holmes (1973) (TV) como Grubber - Hitler: The Last Ten Days (1973) (TV) como Burgdorf - England Made Me (1973) como Haller - The Three Musketeers (1973) como el padre de D'Artagnan - The Protectors (1974) (TV) como Arthur Gordon - The Black Windmill (1974) - S*P*Y*S (1974) - The Little Prince (1974) - Great Expectations (1974) (TV) como Joe Gargery - One of Our Dinosaurs Is Missing (1975) como B.J. Spence - Royal Flash (1975) como Sapten - Operation Daybreak (1975) como Janák - You Talk Too Much (1976) (TV) - The Crezz (1976) (TV series) como Charles Bronte - The Strange Case of the End of Civilization as We Know It (1977) - Watership Down (1978) - Enemy at the Door (1978) (TV) como el general Laidlaw - Silver Bears (1978) como Henry Foreman - The Greek Tycoon (1978) - Who Is Killing the Great Chefs of Europe? (1978) como Cantrell - Return of the Saint (1978) (TV) como Gunther - The Sweeney (1978) (TV) como Alan Ember - A Nightingale Sang in Berkeley Square (1979) - Saint Jack (1979) como Yardley - Tinker Tailor Soldier Spy (TV) (1979) como Jerry Westerby - Tales of the Unexpected (1980) (TV) - A Question of Guilt (1980) (TV) como Samuel Kent - The Love Tapes (1980) (TV) - Rough Cut (1980) como Vanderveld - The Gentle Touch (TV) como Ivor Stocker - The Apple (1980) como Topps - Dangerous Davies: The Last Detective (1981) como Yardbird - Thicker Than Water (1981) (TV) como Joseph Lockwood - The Barretts of Wimpole Street (1982) (TV) como Edward Moulton-Barrett - Shroud for a Nightingale (1984) (TV) como Stephen Courtney-Briggs - The Tragedy of Coriolanus (1984) (TV) como Menenius - Shadowlands (1985) (TV) como C. S. Lewis - A Zed & Two Noughts (1985) como Van Hoyten - The Adventures of Sherlock Holmes – "The Copper Beeches" (1985) (TV) como Jephro Rucastle - Lady Jane (1986) como John Bridges | - When We Are Married (1987) (TV) como Henry Ormonroyd - White Mischief (1987) como Jock Delves Broughton - A Killing on the Exchange (1987) (TV) - Queenie (1987) (TV) como Burton Rumsey - The Sicilian (1987) como Don Masino Croce - Video "Always on my mind - Pet Shop Boys" (1987) - Olympus Force: The Key (1988) - It Couldn't Happen Here (1988) - The Man Who Lived at the Ritz (1988) (TV) como Hermann Göring - Codename: Kyril (1988) (TV) - To Kill a Priest (1988) - First and Last (1989) (TV) como Alan Holly - A Quiet Conspiracy (1989) (TV) como Theo Carter - The Justice Game (1989) (TV) como James Crichton - Lethal Weapon 2 (1989) como Arjen 'Aryan' Rudd - Jekyll & Hyde (1990) (TV) como Charles Lanyon - Dimenticare Palermo (1990) (TV) - The Hunt for Red October (1990) como Andrei Lysenko - The Secret Life of Ian Fleming (1990) (TV) como Gerhard Hellstein - Tre colonne in cronaca (1990) como Gaetano Leporino - Incident at Victoria Falls (1991) (TV) - A Murder of Quality (1991) (TV) como Terence Fielding - The Object of Beauty (1991) como Mercer - Bill & Ted's Bogus Journey (1991) como Chuck De Nomolos - A Woman Named Jackie (1991) (TV) como Aristotle Onassis - Ashenden (1991) (TV) como Cumming - They Do It with Mirrors (1991) (TV) como Lewis Serrocold - The Sheltering Desert (1992) - Once Upon a Crime (1992) como Hercules Popodopoulos - Shadowchaser (1992) como Kinderman - The Bridge (1992) como Smithson - The Mighty Ducks (1992) como Hans - The Young Indiana Jones Chronicles (1992) - Shakespeare: The Animated Tales (1992) (TV) - Nowhere to Run (1993) como Franklin Hale - Voices in the Garden (1993) (TV) como Charles (Archie) Peverall - The Princess and the Goblin (1993) - OcchioPinocchio (1994) como Brando - Jacob (1994) (TV) como Isaac - Citizen Locke (1994) (TV) como Lord Ashley - Giorgino (1994) - Citizen X (1995) (TV) como Bondarchuk - Mad Dogs and Englishmen (1995) como Sam Stringer - The Thief and the Cobbler (1995) - A Kid in King Arthur's Court (1995) - Daisies in December (1995) (TV) como Gerald Carmody - Testament: The Bible in Animation (1996) - Hidden in Silence (1996) (TV) - Deadly Voyage (1996) (TV) - To the Ends of Time (1996) (TV) como King Francis - Surviving Picasso (1996) como Henri Matisse - D3: The Mighty Ducks (1996) como Hans - Swept from the Sea (1997) - Heat of the Sun (1998) (TV) como Max van der Vuurst - My Giant (1998) - The Mumbo Jumbo (2000) - Passion of Mind (2000) - Othello (2001) (TV) como James Brabant - No Good Deed (2002) - K-19: The Widowmaker (2002) como Marshal Zelentsov - Tomb Raider: The Angel of Darkness (2003) - Henry VIII (2003) (TV) como Henry VII - I'll Be There (2003) como Evil Edmonds - A Different Loyalty (2004) como Randolph Cauffield - The Christmas Eve Snowfall (2005) - Asylum (2005) como Jack Straffen - Icon (2005) (TV) - Midsomer Murders (2006) - These Foolish Things (2006) como Albert - Moscow Zero (2006) como Tolstoy - Above and Beyond (2006) (TV) como Winston Churchill - Hogfather (2006) (TV) - How About You (2007) - Kingdom (2007) - Flawless (2008) - Prisoners of the Sun (2013) - Katherine of Alexandria (2014) |